# ChessCafe.com
ChessCafe.com és un lloc web que publica estudis de finals, ressenyes de llibres i d'altres articles relacionats amb els escacs amb periodicitat setmanal. Va ser fundat el 1996 per Hanon Russell, i és ben conegut com un repositori d'articles sobre els escacs i la seva història.
Conté al voltant de vint columnes, cadascuna de les quals apareix mensualment. S'esglaonen de manera que al voltant de cinc noves columnes apareixen cada dimecres. El grup inclou alguns jugadors d'escacs i entrenadors coneguts, com ara Yasser Seirawan, Dan Heisman, Mark Dvoretsky, Susan Polgar i Tim Harding. Anteriorment hi havien contribuït també Tony Miles, Tim Krabbe i Lev Alburt. La columna de Harding, "The Kibitzer" representa la part més de recerca de totes, i sovint revisa partides inèdites dels segles XIX i XX, i fa anàlisis originals basats en la seva experiència com a jugador i comentarista d'escacs per correspondència. "The Kibitzer" és també la més antiga columna de les que es publiquen actualment a Chesscafe.com, ja que es va iniciar el juny de 1996. ChessCafe.com estava vinculat antigament amb la Federació d'Escacs dels Estats Units. El lloc web també conté arxius en Format PDF de tots els seus articles de 2000 i posteriors, i arxius de text dels articles de les edicions anteriors.